# تاکاهاشی کاگه‌یاسو
تاکاهاشی کاگه‌یاسو (به ژاپنی: 高橋 景保 たかはし かげやす Takahashi Kageyasu); تولد 1785 – ۲۰ مارس ۱۸۲۹) یک ستاره‌شناس در اواخر دوره ادو اهل ژاپن، ملقب به ساکوزای بود.
در سال ۱۸۲۵، به دنبال پیشنهاد تاکاهاشی کاگه‌یاسو، حکومت شوگون سالاری دستوری برای راندن کشتی‌های خارجی صادر کرد که شامل دستور دادن به مقامات ساحلی برای دستگیری یا کشتن خارجی‌هایی که به ساحل می‌آیند.
او در سال ۱۸۲۸ در حادثه سیبولد درگیر شد و در ۱۰ اکتبر (۱۶ نوامبر) در زندان تنماچو زندانی شد و سال بعد در ۱۶ فوریه (۲۰ مارس ۱۸۲۹) در زندان درگذشت. او در سن ۴۵ سالگی درگذشت. پس از مرگش در زندان، جسدش در نمک نگهداری شد و در سال بعد، ۲۶ مارس ۱۸۲۰ (۱۸ آوریل ۱۸۳۰)، دوباره او را بیرون آوردند، متهم کردند و به اعدام با گردن زدن محکوم کردند. به همین دلیل، علت رسمی مرگ، گردن زدن ذکر شده است.
مزار او در معبد گنکوجی در اوئنو قرار دارد. قبرهای سه چهره اصلی نقشه کامل سرزمین‌های ساحلی ژاپن: تاکاهاشی ایتوکی، لینو تاداتاکا و تاکاهاشی کاگه‌یاسو، در کنار یکدیگر قرار گرفته‌اند.